# Kloposawit (Candipuro)
Kloposawit is een bestuurslaag in het regentschap Lumajang van de provincie Oost-Java, Indonesië. Kloposawit telt 4037 inwoners (volkstelling 2010).